# Panggul (plaats)
Panggul is een bestuurslaag in het regentschap Trenggalek van de provincie Oost-Java, Indonesië. Panggul telt 3589 inwoners (volkstelling 2010).